# Sueones

Suecia en el siglo XII, antes de la incorporación de Österland.
Gautas
Sueones
Gotlandeses

Los sueones (en sueco: svear; en nórdico antiguo: svíar; en anglosajón: Sweonas; en latín: Suiones, Suehans o Sueones) fueron una antigua tribu germánica que habitaba en Escandinavia en el siglo XII. A medida que los dominios de sus reyes se expandían, la tierra de los sueones comenzó a formar el territorio que compone actualmente el Reino de Suecia.
Los sueones habitaban la región de Sueonia, en la parte centro-sur de la actual Suecia, incluyendo el área de la actual Estocolmo, Vestmania, Sudermania, Gestricia, Uplandia. La tribu tuvo como centro principal la localidad de Upsala, que se convirtió en el centro religioso y político de Suecia durante la Edad Media. Según fuentes antiguas, como las sagas, especialmente Heimskringla, las primeras menciones de este pueblo las tenemos de historiadores romanos, destacando Tácito en su obra Germania. Los sueones eran una tribu poderosa, cuyos reyes se consideraban descendientes del dios Frey. Durante la Era Vikinga constituyeron la base de los varegos o rus, quienes darían a Rusia el nombre.
Los reyes sueones son considerados los primeros monarcas de Suecia, y los habitantes de Sueonia gozaban de un estatus de semiaristocracia dentro del reino, sin tributos a pagar para el rey, salvo ovejas, soldados y provisiones en tiempos de guerra, a diferencia de los gautas y gotlandeses, que sí pagaban impuestos. Estos privilegios fueron obtenidos por los sueones tras vencer a los godos o Gotar del sur de Suecia durante la era de Vendel con capítulos mencionados en las sagas y en viejas leyendas como en el Beowulf inglés, donde se mencionan las famosas batallas del hielo y la de Bråvalla extensamente mencionada en la Gesta Danorum de Saxo Grammaticus. Esta situación de privilegio quedó abolida tras la batalla de Sparrsätra a mediados del siglo XIII, lo que refleja la continuidad de las disputas entre las poblaciones de gautas o godos, por un lado, y sueones o suecos, por el otro.